# Dag Klackenberg

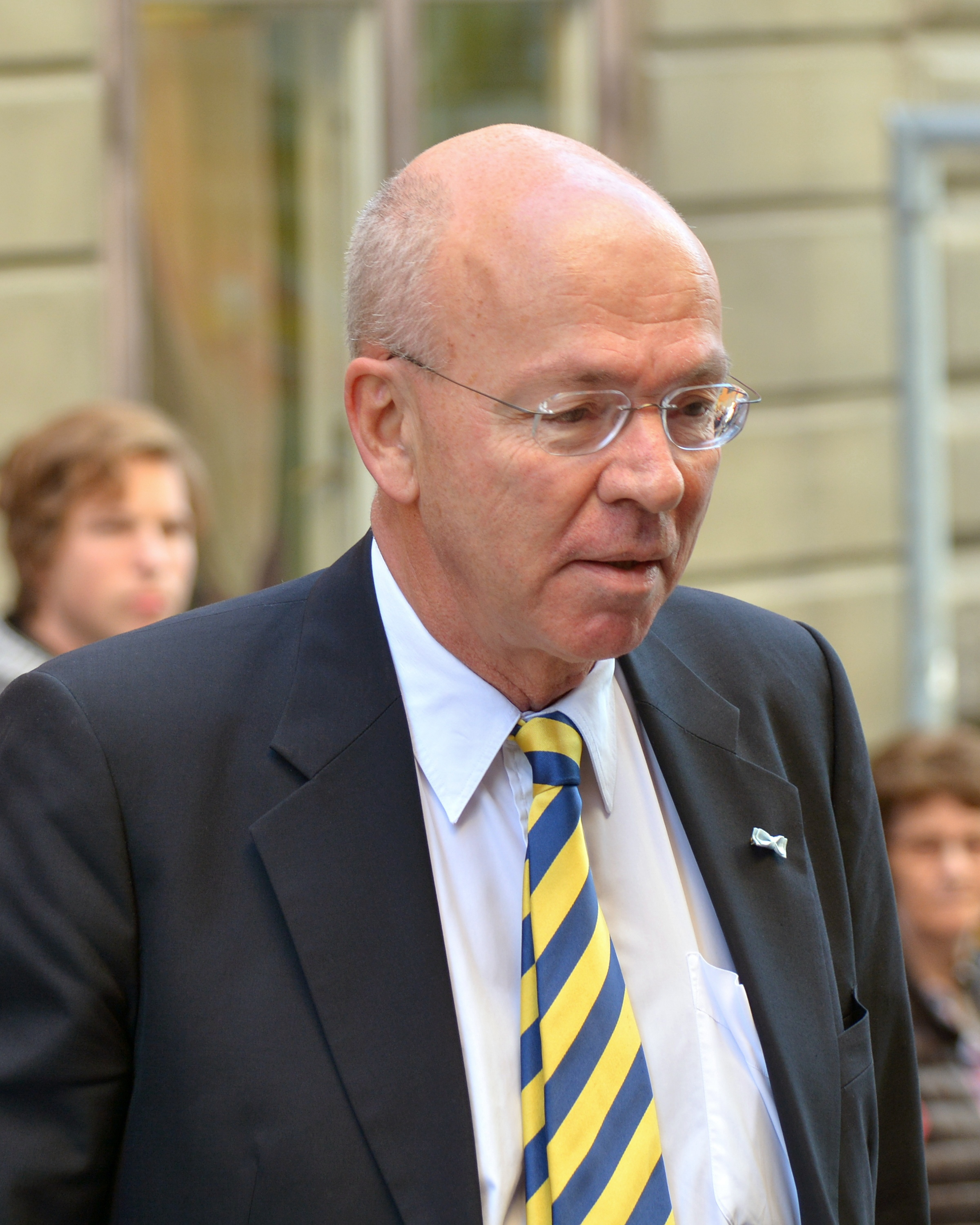
Dag Klackenberg 2014.

Dag Gunnar Klackenberg, född 5 januari 1948 i Katarina församling i Stockholms stad, är en svensk jurist, affärsman, ämbetsman, diplomat och politiker (moderat). Han är före detta VD för arbetsgivarorganisationen Svensk Handel och var fram till 2008 styrelseordförande för Vattenfall. Han var ordinarie riksdagsledamot 2015–2018 för Stockholms kommuns valkrets.

## Biografi
Klackenberg har utbildning som civilekonom från Handelshögskolan i Stockholm 1971, Sandöskolan (som då utbildade biståndsarbetare) 1974 och juristexamen från Stockholms universitet 1975.
Han var grundare av och ordförande i Akademibokhandeln 1971–1985. År 1971/72 var han ordförande för Sveriges förenade studentkårer. År 1974 var han viceordförande i Fria Moderata Studentförbundet under Mats Svegfors. Samma år inledde han sin karriär på Utrikesdepartementet, som kröntes med uppdraget som expeditionschef med ambassadörs ställning 1993. Klackenberg lämnade UD 2001. Han var delägare och ordförande Exlibris 1991–2001. År 2013 lämnade han tjänsten som VD för Svensk Handel. Han driver via ett familjeföretag butikerna Klackenbergs Böcker & Papper i Jakobsberg, Vällingby och Gustavsberg. Klackenberg har varit styrelseledamot i Svensk Handel, Företagsuniversitetet, Handelsbanken Stockholm, Skansen och Atrium Ljungberg samt haft ordförandeposter i Vattenfall AB, Svenska bokhandlareföreningen, Svensk Byggtjänst, Ersta Sköndal högskola och De svenska historiedagarna.
I riksdagsvalet 2014 stod han på Moderaternas lista i valkretsen för Stockholms kommun och blev förste riksdagsersättare. Efter att Fredrik Reinfeldt meddelat sin avgång från riksdagen, tillträdde Klackenberg som riksdagsledamot.

### Säpoagent
Vintern 2008 gick Klackenberg ut i Dagens Industri Weekend och berättade att han utfört uppdrag för Säpo under några år. Den dåvarande chefen för Säpos så kallade ryssrotel inom kontraspionaget Tore Forsberg kommenterade i detta sammanhang att insatsen spelat roll när Stig Bergling avslöjades som spion. Klackenberg hävdade även att han var påtänkt som Säpochef i början av 90-talet, men att de planerna hindrades i sista stund av oppositionen. Klackenbergs uppgifter rörande Stig Bergling dementerades senare kraftfullt av två tidigare chefer inom Säpo, Olof Frånstedt och P-G Näss. Frånstedt, som varit operativ chef för Säpo fram till juni 1978 då han lämnade verksamheten, hade deltagit i jakten på Bergling. Nu hävdade han att Klackenberg inte hade ett dyft med Berglinghistorien att göra och att han inte kände till att Klackenberg skulle ha varit agent för Säpo – något Frånstedt i sin roll som operativ chef i så fall måste ha godkänt. Vad som talar mot att Frånstedt vet allt om Berglingfallet är det faktum att han slutade på Säpo nio månader före gripandet av Stig Bergling.